# 喬瑟夫·坎恩
安俊熙（韓語：안준희，1972年10月12日—）或稱作喬瑟夫·俊熙·坎恩（英語：Joseph Jun-hee Kahn），韓國裔美國男導演、攝影指導、剪輯師和編劇，時常與眾多知名歌手及樂團合作拍攝MV。2003年，坎恩為美國饒舌歌手阿姆的歌曲〈少了我，很空虛〉所執導的MV贏得了葛萊美獎最佳音樂錄影帶。2016年，坎恩為美國創作歌手泰勒絲的歌曲〈壞到底〉所執導的MV再次獲得了葛萊美獎最佳音樂錄影帶。

## 早期生活
喬瑟夫·坎恩的本名為安俊熙（안준희），出生於韓國釜山廣域市。他和家人曾於義大利利佛諾住過一段時間，直到坎恩7歲時搬到了美國德克薩斯州休士頓郊區的澤西村。1990年，從澤西村高中畢業後，坎恩到紐約市就讀了紐約大學的蒂施藝術學院。但因無力支付學費而在就讀一年後輟學。回到休士頓後，坎恩開始在電影院工作，並在之後開始製作嘻哈音樂的MV。

## 作品列表

### 電影
| 片名     | 年分 | 備註                      | 來源  |
| -------- | ---- | ------------------------- | ----- |
| 極速酷客 | 2004 | 導演                      | [ 7 ] |
| 留命查看 | 2011 | 導演、編劇                | [ 8 ] |
| 金剛戰士 | 2015 | 導演、編劇、剪輯 短篇電影 |       |
| Bodied   | 2017 | 導演                      |       |
| Ick      | 2024 | 導演                      |       |

## 外部連結
- 官方网站
- 喬瑟夫·坎恩在互联网电影资料库（IMDb）上的資料（英文）
- Joseph Kahn at Director File 2
- Joseph Kahn Videography（页面存档备份，存于） at Clipland.com（页面存档备份，存于）